# Nr. Nissum Skole
Nr. Nissum Skole- og Børneunivers ligger på Skolevænget 11 i Nissum Seminarieby, den sydligste og største del af byen Nørre Nissum i Lemvig Kommune. Det er en landsbyordning med skole, SFO, børnehave vuggestue.
Skolen blev indviet i 1962, og har cirka 250 elever om året. I vuggestuen og børnehaven er der tilsammen cirka 80 børn.